# Turbante
O turbante (do persa دلبنت dulband, em turco tülbent) consiste em uma grande tira de tecido de até 45 metros de comprimento enrolada sobre a cabeça, e de uso muito comum na Índia, no Bangladesh, no Paquistão, no Afeganistão, no Oriente Médio, no Norte da África, no Leste da África (principalmente no Quênia), no Sul da Ásia e em algumas regiões da Jamaica.
A origem do turbante é desconhecida, mas sabe-se que já era usado no Oriente muito antes do surgimento do islamismo.
As inúmeras formas de amarrar o turbante representam uma espécie de linguagem popular, podendo indicar a posição social, a tribo a que a pessoa pertence e até mesmo o seu humor naquele momento.
Os siques, que não são nem muçulmanos e nem árabes, constituem a maioria das pessoas que usam turbantes no mundo ocidental.
O Ojá é um tipo de torço ou turbante usado na cabeça nas religiões tradicionais africanas, religiões afro-americanas, religiões afro-brasileiras, podendo ser de vários tipos e cores.

## Uso feminino dos turbantes
Os turbantes também são usados pelas mulheres ocidentais, como um acessório de moda. Na década de 1960 eles foram bem populares, mas não eram amarrados da mesma forma que os dos homens, presos à frente da cabeça. Usando longos lenços, elas primeiro amarravam as pontas à frente da cabeça e, a seguir, passando as pontas pela testa, as prendiam na nuca.

## Estigma contra os turbantes
O uso de turbantes desencadeou algumas hostilidades e até crimes nos Estados Unidos, em consequência dos atentados de 11 de setembro de 2001, uma vez que os estadunidenses passaram a relacionar as pessoas portando turbantes com a religião muçulmana e esta com o terrorismo.